# テレビやつしろ
テレビやつしろ株式会社は、熊本県八代市をサービスエリアとするケーブルテレビ局である。伝送路施設は、光・同軸ハイブリッド方式である。2021年現在、HPはアクセス不可になっている。
- 愛称　ひこいちテレビ ・ HIKOICHI TV

## サービスエリア
（九州総合通信局の設置許可に記載）
- 八代市の一部（旧八代市街）

緑町、若草町、花園町、旭中央通、黄金町、弥生町、錦町、夕葉町、末広町、萩原二丁目、清水町、袋町、本町一丁目、本町二丁目、本町三丁目、本町四丁目、蛇籠町、八幡町、新町、大手町一丁目、大手町二丁目、毘舎丸町、横手本町、出町、鷹辻町、通町、松江城町、西松江城町、北の丸町、塩屋町、新地町、三楽町、建馬町、松江本町、興国町、大村町、日置町、竹原町、古閑上町、上野町、松江町、松崎町、横手町、横手新町、田中町、田中東町、田中西町、田中北町、古閑中町、古閑下町、永碇町、高島町、高小原町、沖町
- 対象世帯

14,759世帯
上記のほか、2016年（平成28年）より八代市ケーブルテレビの指定管理者を務めている。

## 主な放送チャンネル
- 地上放送

| デジタル | 放送局         |
| -------- | -------------- |
| 011      | NHK熊本総合    |
| 021      | NHK熊本教育    |
| 031      | 熊本放送       |
| 041      | 熊本県民テレビ |
| 051      | 熊本朝日放送   |
| 081      | テレビ熊本     |

- 地上デジタル放送のデジアナ変換は2015年3月で終了した。
- 市民チャンネル（自主放送）がある。

BSデジタル放送
| デジタル | 放送局   |
| -------- | -------- |
| 101      | NHK BS   |
| 141      | BS日テレ |
| 151      | BS朝日   |
| 161      | BS-TBS   |
| 171      | BSテレ東 |
| 181      | BSフジ   |
| 200      | BS10     |
| 211      | BS11     |
| 222      | Twellv   |

CSデジタル放送
| デジタル | 放送局                            |
| -------- | --------------------------------- |
| 700      | えんてれ                          |
| 722      | 旅チャンネル/MONDO TV（混合編成） |
| 723      | 大人の趣味と生活向上◆アクトオンTV |
| 724      | 囲碁・将棋チャンネル              |
| 725      | LaLa TV                           |
| 730      | J SPORTS 3                        |
| 731      | J SPORTS 1                        |
| 732      | J SPORTS 2                        |
| 734      | スカイ・A sports+                 |
| 735      | GAORA                             |
| 737      | ゴルフネットワーク                |
| 741      | 釣りビジョン                      |
| 748      | チャンネル銀河                    |
| 751      | ファミリー劇場                    |
| 752      | 日本映画専門チャンネル            |
| 753      | 時代劇専門チャンネル              |
| 755      | Super! drama TV                   |
| 759      | ザ・シネマチャンネル              |
| 768      | ホームドラマチャンネル            |
| 772      | MTV                               |
| 773      | MUSIC ON! TV                      |
| 780      | カートゥーン ネットワーク         |
| 782      | アニマックス                      |
| 790      | 日経CNBC                          |
| 795      | 朝日ニュースター                  |
| 798      | アニマルプラネット                |
| 798      | ヒストリーチャンネル              |

- このほかに別契約チャンネルがある。

## 備考
- 「インターネット接続サービス」 についてはサービス開始が遅れ、開局2ヶ月後の2011年1月時点で公式サイトには同サービスについての記述が存在していなかった。
- 2010年5月23日に開局イベントを実施、加入申し込み受付を開始した（公式サイトのブログにそれについて記載がある）。